# Meade Island
Meade Island är en ö i Australien. Den ligger i delstaten Western Australia, omkring 710 kilometer norr om delstatshuvudstaden Perth.
Trakten runt Meade Island är nära nog obefolkad, med mindre än två invånare per kvadratkilometer. Stäppklimat råder i trakten. Genomsnittlig årsnederbörd är 256 millimeter. Den regnigaste månaden är juni, med i genomsnitt 80 mm nederbörd, och den torraste är oktober, med 2 mm nederbörd.